# Maisons (Calvados)
Maisons é uma comuna francesa na região administrativa da Normandia, no departamento Calvados. Estende-se por uma área de 6,67 km². Em 2010 a comuna tinha 395 habitantes (densidade: 59,2 hab./km²).